# Chataamari
Le chataamari, ou chatānmari (népalais : चतांमरि ; nepalbhasha : चतांमरि), est une sorte de crêpe à base de riz. C'est une spécialité traditionnelle des Newars de la vallée de Katmandou au Népal, consommée lors des festivités et autres occasions spéciales.
Le chatānmari est aujourd'hui largement consommé comme collation et est devenu populaire dans d'autres cultures également. De nombreux restaurants de Katmandou servent le chatānmari en entrée. Il existe de petits restaurants qui servent ce mets comme élément principal de leur menu.